# Phare de Danger Point

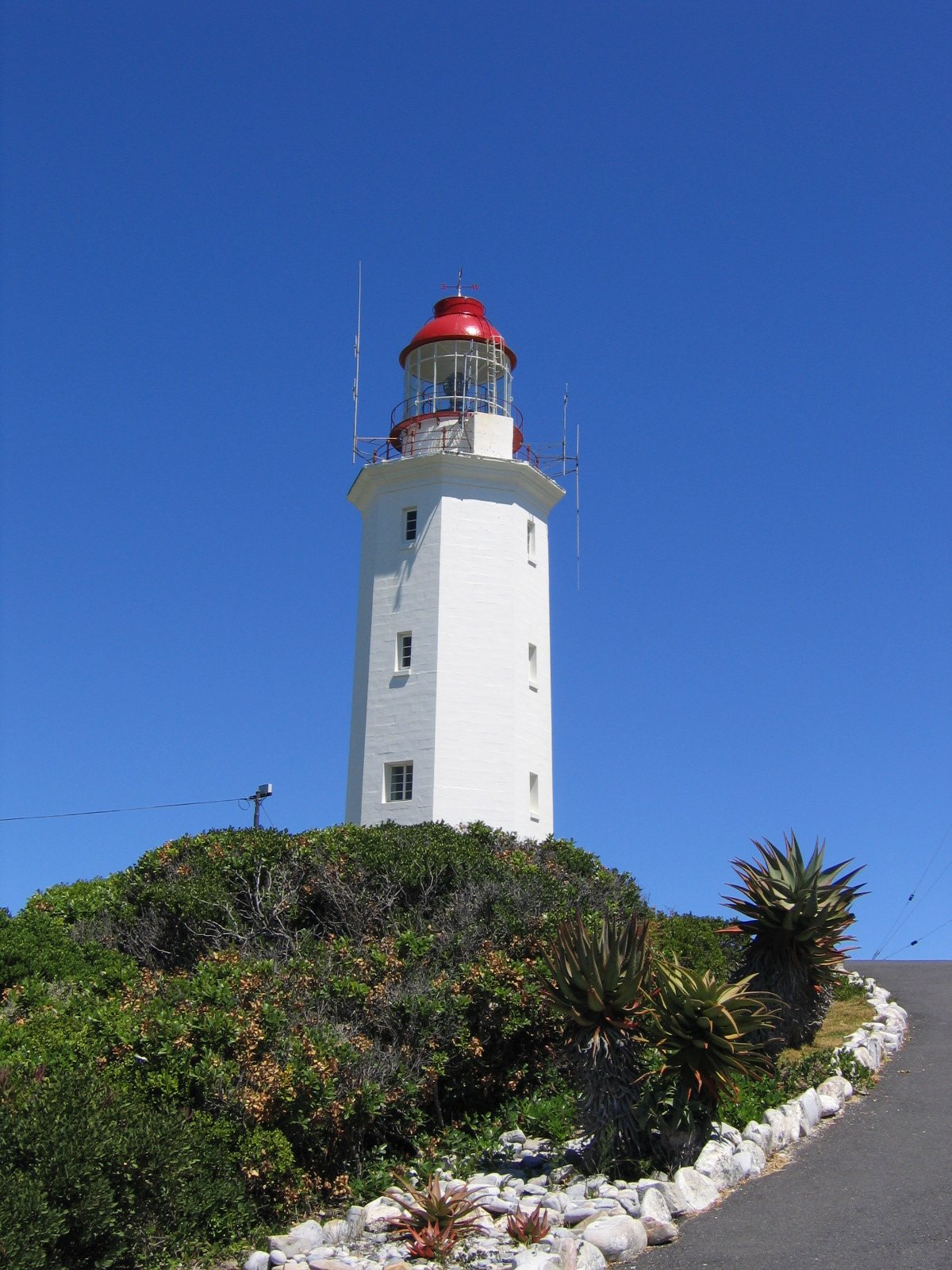
Phare de Danger Point

Le phare de Danger Point est situé à Gansbaai dans la province du Cap-Occidental en Afrique du Sud. C'est une tour octogonale blanche, en service depuis 1895.

## Historique
Plus de 140 navires se sont échoués entre Gansbaai et Cape Infanta à l'est de Gansbaai. Le transporteur de troupes britannique HMS Birkenhead y a coulé le 25 février 1852, avec 600 personnes à bord; il n'y a eu que 193 survivants.
Une commission a indiqué la nécessité de construire un phare à cet endroit, et un rapport a été rédigé à ce sujet en 1892. Le phare a été mis en service le 1er janvier 1895.

## caractéristiques
Le phare a une hauteur de 18,3 m et émet 3 éclats lumineux toutes les 40 secondes.